# Muljarice
Muljarice (Amiiformes), red riba iz razreda zrakoperki (Actinopterygii) koje su se pojavile još u trijasu, a koji danas obuhvaća svega jednu preživjelu porodicu (Amiidae) s rodom Amia i vrstom Amia calva ili gola muljarica, ostale vrste su nestale.
Gola muljarica živi u rijekama Sjeverne Amerike, od Velikih jezera do Meksičkog zaljeva.

## Izumrli taksoni:
Amioidea, Aphanepygus, Caturidae, Caturoidea, Eusemius, Ionoscopus, Leedsichthys, Macrepistius, Oligopleura, Otomitla, Palaeolabridae, Sinoeugnathus, Stromerichthys.
- Amia calva uhvaćena u rijeci Coosa kod grada Wetumpka, Alabama.
- Amia calva
- Heterolepidotus pectoralis, rod Heterolepidotus, porodica Furidae.
- Fosilna riba Calamopleurus cylindricus, rod Calamopleurus, prodica Amiidae.